# Bothus leopardinus
Bothus leopardinus és un peix teleosti de la família dels bòtids i de l'ordre dels pleuronectiformes.

## Morfologia
Pot arribar als 15 cm de llargària total.

## Distribució geogràfica
Es troba des de les costes del Golf de Califòrnia fins a Panamà, incloent-hi les Illes Cocos.